# Bulletin
För musikalbumet av Tom Paxton, se Bulletin (album). För den svenska nättidningen, se Bulletin (webbtidning).
Bulletin, från franskans bulletin, diminutiv för bulla, är ett officiellt, regelbundet meddelande eller rapport. Ordet ingår ibland i namn på vetenskapliga tidskrifter.
I dagligt tal på svenska förkortas bulletin(en) ibland till Bullen.[källa behövs]
Från Mosebacke monarki sändes regelbundet Nyheter och bullentiner. [sic]

## Källhänvisningar
1. ↑   Nationalencyklopedin. Bd 3. Höganäs: Bra böcker. 1990. sid. 432, bulletin. ISBN 91-7024-619-X